# Huaxiapterus
Huaxiapterus (лат.) — род птерозавров из семейства тапеярид, ископаемые остатки которых найдены в нижнемеловой (аптский ярус) формации Цзюфотан, рядом с городом Чаоян, провинция Ляонин (Китай). Это второй после Sinopterus птерозавр, известный из данной формации. В род включают 4 вида: H. atavismus, H. benxiensis, H. corollatus и H. jii, несмотря на то, что они не могут образовывать друг с другом естественную группу.
Типовым видом является H. jii, основанный на образце GMN-03-11-001 — почти полном скелете с черепом. Хотя от близкородственного Sinopterus его отделяет всего несколько черт, включая больший размер тела и больший размер гребня на черепе, поздние исследования показали, что на самом деле он более тесно связан с Sinopterus dongi, чем с любым из двух других видов Huaxiapterus. По этой причине некоторые исследователи считают H. jii видом Sinopterus, хотя более тщательный анализ показал, что он немного более примитивен, чем Sinopterus.
Второй вид, H. corollatus, основан на ZMNH M8131 — другом почти полном образце из той же формации. Третий вид, H. benxiensis, выделенный на основании образца BXGM V0011, также происходит из Ляонина. Поскольку H. jii является типовым видом своего рода, а два других вида не связаны с ним близко, они, вероятно, в будущем будут переименованы.
Ещё один вид был описан в 2016 году — H. atavismus, основанный на маленьком образце XHPM 1009. От других видов рода его отличает наличие бороздок на III и IV пальцах крыла — признак, который ранее был известен только у более базальных рамфоринхоидных птерозавров. Эту черту сочли атавизмом, и оттого вид получил своё название.